# Језуитски васпитни систем
Језуитски васпитни систем, такође познат као језуитска педагогија, представља целовит и стандардизован приступ образовању који је развила Дружба Исусова (језуити) током 16. века. Утемељен на документу Ratio atque Institutio Studiorum Societatis Iesu (срп. План и устројство студија Дружбе Исусове), познатијем као Ratio Studiorum, систем је имао двоструки циљ: pietas et litterae (срп. „побожност и ученост”). Кроз ригорозно интелектуално, верско и морално образовање тежио је формирању оданих чланова Католичке цркве и утицајних појединаца у друштву, способних за eloquentia perfecta – савршену речитост која комбинује мудрост са стилом и служи за одбрану вере и унапређење друштва. Иако су се методе временом прилагођавале, основни принципи језуитског образовања, попут cura personalis (брига о целој особи), и данас утичу на рад преко 2.000 језуитских образовних институција широм света.
Исусовци или језуити, пуним називом Дружба Исусова (Societas Iesu), римокатолички су мушки ред који је основао Игнасио де Лојола (Íñigo López de Loyola, 1491—1556) у Паризу 1534. године. Иако образовање није било примарни циљ оснивача, оно је убрзо постало главно средство за остваривање мисије реда — „На већу славу Божју” (Ad Majorem Dei Gloriam). Први језуитски колегијум, намењен лаичким ученицима, отворен је у Месини (Сицилија) 1548. године на захтев локалних власти. Његов тренутни успех послужио је као модел и подстакао је нагло ширење језуитских школа широм Европе и света. До 1750. године, ред је управљао са 612 колегијума, 150 семинара и 24 универзитета, образујући значајан део европске елите.

## Историја и развој
Језуитски ред се од почетка разликовао од других монашких редова својом централизованом структуром, флексибилношћу и нагласком на активном деловању у свету. У контексту протестантске реформације, језуити су препознали моћ образовања као кључног средства за одбрану католичког учења, сузбијање јереси и јачање утицаја Цркве. Њихов образовни систем настао је као одговор на потребу за стварањем добро образованог свештенства и лојалне католичке елите.
Иако је систем кодификован у документу Ratio Studiorum, његови корени леже у педагошким праксама које су већ постојале. Посебан утицај имао је Modus Parisiensis (Париски начин), систем рада на Универзитету у Паризу, где су студирали Игнасио и његови први другови. Овај модел је наглашавао структуриран, постепен прелазак кроз разреде, редовне вежбе и комбинацију предавања са туторским радом. Језуити су овај модел усавршили и прилагодили својим циљевима.
Успех језуитских школа био је готово тренутан из више разлога. Бесплатно образовање, за разлику од већине других школа тог времена, језуитски колегијуми нису наплаћивали школарину, што их је чинило доступним широј популацији, иако су првенствено привлачили децу из аристократских и трговачких породица. Висок квалитет наставе, наставници пажљиво одабрани и темељно обучени. Стандардизован програм уз Ratio Studiorum обезбедио је јединствен и доказано ефикасан курикулум у свим школама широм света. Подршка елита, владари и богати грађани, улагали су у оснивање колегијума донацијама, видећи их као средство за образовање будућих вођа и јачање друштвеног реда. Овакав брзи раст претворио је Дружбу Исусову у први глобални образовни систем у историји.
Током 17. и 18. века, језуитске школе доминирале су средњим и високим образовањем у католичким земљама. Међутим, растући политички, економски и интелектуални утицај реда изазвао је снажан отпор. Против језуита су иступали мислиоци попут Блеза Паскала, који је критиковао њихову моралну теологију (казуистику), и Волтера, који се, иако и сам ђак језуитског колегијума Луј-ле-Гран, противио њиховом утицају. Апсолутистички монарси видели су у њиховој оданости папи претњу државном суверенитету. Средином 18. века, ред је прогнан из Португала (1759), Француске (1764) и Шпаније (1767). Под огромним политичким притиском, папа Климент XIV је папском булом Dominus ac Redemptor 1773. године распустио језуитски ред.
Ред је преживео у Пруској и Руском царству, где су владари Фридрих II Велики и Катарина Велика одбили да објаве папску булу, ценећи језуите као успешне просветне раднике. Ред је обновљен 1814. године од стране папе Пија VII, након чега су језуити поново преузели значајну улогу у образовању, али у знатно измењеном свету. Модификовани курикулум укључивао је већи нагласак на матерњем језику, историји и природним наукама.

## Ratio Studiorum
Срце језуитског система чинио је документ Ratio atque Institutio Studiorum Societatis Iesu (План и устројство студија Дружбе Исусове), познатији као Ratio Studiorum. Овај документ, објављен у коначној верзији 1599. године, представља један од најзначајнијих педагошких докумената у историји. Он није био само скуп правила, већ целовит систем који је дефинисао циљеве, курикулум, наставне методе и административну структуру свих језуитских школа.
Ratio Studiorum није настао преко ноћи. Био је резултат више од пет деценија експериментисања, педагошких дебата између италијанских, француских, шпанских и немачких језуита и консултација унутар реда. Процес је водио генерални настојатељ Клаудио Аквавива. Генерална конгрегација реда је 1593. године одобрила текст који је затим био експериментално примењиван, да би коначна верзија била проглашена 1599. Овај итеративни процес осигурао је да Ratio Studiorum буде практичан, флексибилан и утемељен на стварном искуству наставника из различитих културних средина.

## Нижи течај (Studia inferiora)
Овај течај, еквивалентан данашњој средњој школи, био је усмерен на хуманистичке науке и реторику. Трајао је најмање пет година и састојао се из више ступњева.
Први су били три разреда граматике (Inferior, Media, Superior Grammatica). Циљ ових разреда било је савршено овладавање латинским језиком, а у мањој мери и грчким. Ученици су детаљно проучавали класичне ауторе попут Цицерона (проза) и Вергилија (поезија). Настава није била само теоријска: ученици су свакодневно писали кратке саставе, држали вежбе превођења, говорили на латинском и редовно понављали градиво, са вежбама граматике, памћења стихова и конверзације.
Следећи је разред хуманистике (Humanitas). Његов фокус био је на поезији, историји и моралним аспектима књижевности. Проучавали су се Хорације, Овидије и историчари као што су Ливије и Цезар. Овде се развијала способност састављања креативних дела на латинском, неговање доброг стила, као и разумевање моралних поука из књижевних дела. Ученици су вежбали писање песама, закључака, мањих говора по узору на класичне моделе, а често су изводили и мале сценске приказе или собне дебате.
На крају је био разред реторике (Rhetorica), који је представљао врхунац нижег течаја. У овом разреду циљ је био достизање eloquentia perfecta — способности да се убедљиво, складно и морално исправно говори и пише. Ученици су изучавали Цицерона и Квинтилијана, писали и држали сложене говоре на одређену тему, учествовали у јавним расправама, супротстављали се једни другима у дебатама пред публиком, а честа вежба била је и писмена одбрана или напад на дату тезу.

## Виши течај (Studia superiora)
Након завршетка нижег течаја, појединци који су хтели наставак образовања улазили су у виши течај, еквивалент данашњим академским или универзитетским студијама. Овај програм је трајао три до пет година и обухватао је логику, филозофију (физика, математика, етика, метафизика), а затим и теологију за оне који су стремили ка свештеништву. Настава је у овом делу била у складу са средњовековном схоластиком, али је током векова била све више отворена за нове научне тенденције.

## Организација и методе наставе
У језуитским колегијумима целокупан наставни процес био је стриктно организован, са јасним надзором и расподелом одговорности. На челу је био ректор, за академска питања је био задужен префект студија, а сваки разред је водио магистар, најчешће члан језуитског реда.
Кључне методе наставе биле су следеће.
Прелекција (Praelectio) је централна метода. Наставник је често уводио нову тему тако што је читао, преводио и објашњавао кратак одломак класичног текста, анализирајући његову граматику, стил и историјски контекст. Након тога, ученици су индивидуално или у групама радили на сличној грађи, писали сажетке, покушавали да имитирају стил познатих аутора и припремали се за испитивање пред разредом.
Понављање (Repetitio) је систематски неговано као темељ утврђивања знања. Сваки наставни дан почињао је кратким понављањем градива од претходног дана. Већа понављања су се организовала на крају недеље или пред празнике. Ова рутина имала је за циљ јачање памћења и постепени напредак ка сложенијим садржајима.
Емулација (Aemulatio) је подстицала такмичарски дух међу ученицима. Разреди су се често делили на два табора који су међусобно надметали у знању — на пример, „Римљани” наспрам „Картагињана”, или „Грци” против „Тројанаца”. Најуспешнији појединци су добијали почасне титуле (конзул, диктатор, цензор), захваљујући којима су имали прве столице у учионици, а често су и асистирали наставнику у оцени другова.
Јавни наступи и дебате (Disputationes) су били редован део наставе. Ученици су, према нивоу класе, држали говоре, учествовали у јавним дебатама, водили само методски одређене дијалоге на латинском или суучествовали у представама, најчешће на религиозне теме. Ово је комбинацијом јавног говора и јавне мисаоне вежбе формирало сигурност, елоквенцију и духовиту досетљивост.

## Језуитски театар
Позориште је играло значајну улогу у васпитном моделу. Извођење школских представа није било само креативна рекреација, већ и педагошки и верски инструмент. Ученици су припремали представе на латинском језику, често верског садржаја или инспирисане класичном антиком, чиме су развијали реторичке и сценске вештине.

## Академије и конгрегације
Поред основне наставе, у склопу колегијума деловале су академије (групе ученика које се баве књижевношћу, наукама, теологијом) и Маријанске конгрегације, скупине усмерене ка продубљивању личне побожности и добротворном раду.

## Морално и верско васпитање
Циљ целокупног система било је стварање личности чврсте у католичкој вери и оданости Цркви. Верски живот школских заједница укључивао је свакодневне молитве, редовно присуствовање миси, обавезну исповест и индивидуалног духовног водича за сваког ученика. Метод надзора и самоконтроле, укључујући и међусобно пријављивање ученика, био је предмет критика, јер је неке сматрао да доводи до неповерења и развоја лицемерја.
Дисциплина је спровођена без директног физичког кажњавања од стране језуитских наставника. Тај посао је био поверен специјалним коректорима који нису били језуити. Честе су биле казне које су имале за циљ јавно понижење — седиње у магарећој клупи, стављање магарећих ушију — чиме се настојало да се код ученика развије срам због лошег успеха или лошег карактера.

## Критике и утицај
Језуитску педагогију је пратила амбивалентна репутација у историји, иако је велики број познатих интелектуалаца Европе завршио те школе и признавао њихову ефикасност. Чести приговори били су да овај систем превише истиче латински језик и књижевност, занемарује матерњи језик и нове науке, да подржава формализам и наученост напамет, гуши индивидуалност и развој критичког мишљења. Истакнути критичари, попут Д’Аламбера, Лајбница и Јансениста, оптуживали су језуите и за морални лаксизам кроз казуистику.
Посебно оштру критику изнео је Габријел Компајре у чланку „Језуити” у Новом речнику педагогије и основног образовања из 1911, који је уредио Фердинан Бисон. Компајре је сматрао да језуитска педагогија служи искључиво као средство верске пропаганде и политичког утицаја:
Укратко, што више будемо желели да формирамо људе, више ћемо волети искреност у образовању, а ширину и дубину у настави; што више будемо тражили чврстину воље, независност духа, исправност срца, то ће језуитска настава више губити на свом угледу и ауторитету.
Супротно томе, последице школовања укључивале су развој организационе способности, изузетну дисциплину, јавног наступа и сет моралних и интелектуалних навика које су често утицале на каснију каријеру ђака у политици, цркви или науци. Интересантно је да су многи познати противници језуита потицали управо из њихових школа или су признавали да су им темељно школовање и навикама које су стекли утицале на њихов развој.

## Језуитска педагогија у модерном добу
Након обнове реда 1814. године, језуити су реформистички поступили кроз осавремењивање Ratio Studiorum. Наглашаван је већи удео наставе на народном језику, увођење учења историје, природних наука, географије и математике. Велики заокрет је у 20. веку представљао нагласак на образовању за друштвену правду и солидарност. Говор Педра Арупеа 1973. године „Људи за друге” означио је отворени преокрет у корист формирања друштвено ангажованих, саосећајних, компетентних и одговорних грађана, што је оформило темељ модерне игњацијанске педагогије. Последња ревизија основних принципа објављена је 1987. под називом Карактеристике језуитског образовања.
Игњацијанска педагошка парадигма, развијена 1993. године, унапређује деловање кроз пет повезаних елемената — разумевање контекста ученика, учење кроз лично искуство, рефлексију, конкретну акцију као одговор на учење и вредновање напредовања не само у знању него и у карактеру. Језуитске школе и факултети у свету и данас спајају традицију Ratio Studiorum и савремене принципе наставе.